# Jonsdorf
Jonsdorf je lázeňské středisko, obec v Horní Lužici v německé spolkové zemi Sasko. Nachází se v zemském okrese Zhořelec a má přibližně 1 500 obyvatel. Leží na severní straně Žitavských hor na hranicích s Českou republikou. Je jedním ze tří důležitých turistických středisek Chráněné krajinné oblasti Žitavské hory.

## Historie
Založení Jonsdorfu se datuje do roku 1539, kdy ojbinský klášter celestinů prodal část zdejších pozemků deseti budoucím osadníkům. V roce 1560 objevil jonsdorfský rychtář spolu se svými syny, že jižně od obce lze nalézt kvalitní pískovec, vhodný pro zhotovování mlýnských kamenů. Těžba v místních lomech pak byla zahájena v roce 1580. O sto let později, na základě rozhodnutí rady města Žitavy z roku 1667, byly u potoka Pochebach mezi stávajícím Jonsdorfem a západněji ležícím Waltersdorfem vybrány pozemky pro další výstavbu. Následně zde vznikla nová část obce – Neu-Jonsdorf. K jejímu propojení s tzv. Alt-Jonsdorfem došlo po roce 1731. V druhé polovině 18. století mělo znační ekonomický význam pro rozvoj obce také tkalcovství.
Od 40. let 19. století se charakter obce začal měnit zejména v důsledku rozvoje turismu a lázeňství. Tradiční podstávkové domy byly nahrazovány zděnými domy a také vilami, které si zde obyvatelé měst budovali jako svá venkovská sídla.

## Lázeňství
Jonsdorf jsou státem uznané vzdušné lázně. Jejich rozvoj začal v 19. století.

## Doprava
Od roku 1890 je Jonsdorf konečnou stanicí Žitavské úzkorozchodné dráhy (Zittauer Schmalspurbahn), dodnes obsluhované historickými parními lokomotivami. Tato dráha se lidově nazývá „Bimmelbahn“ (zvonková dráha). Trať začíná v Žitavě, má dvě koncové větve, jedna končí v Jonsdorfu a druhá v Oybinu.

## Motýlí dům

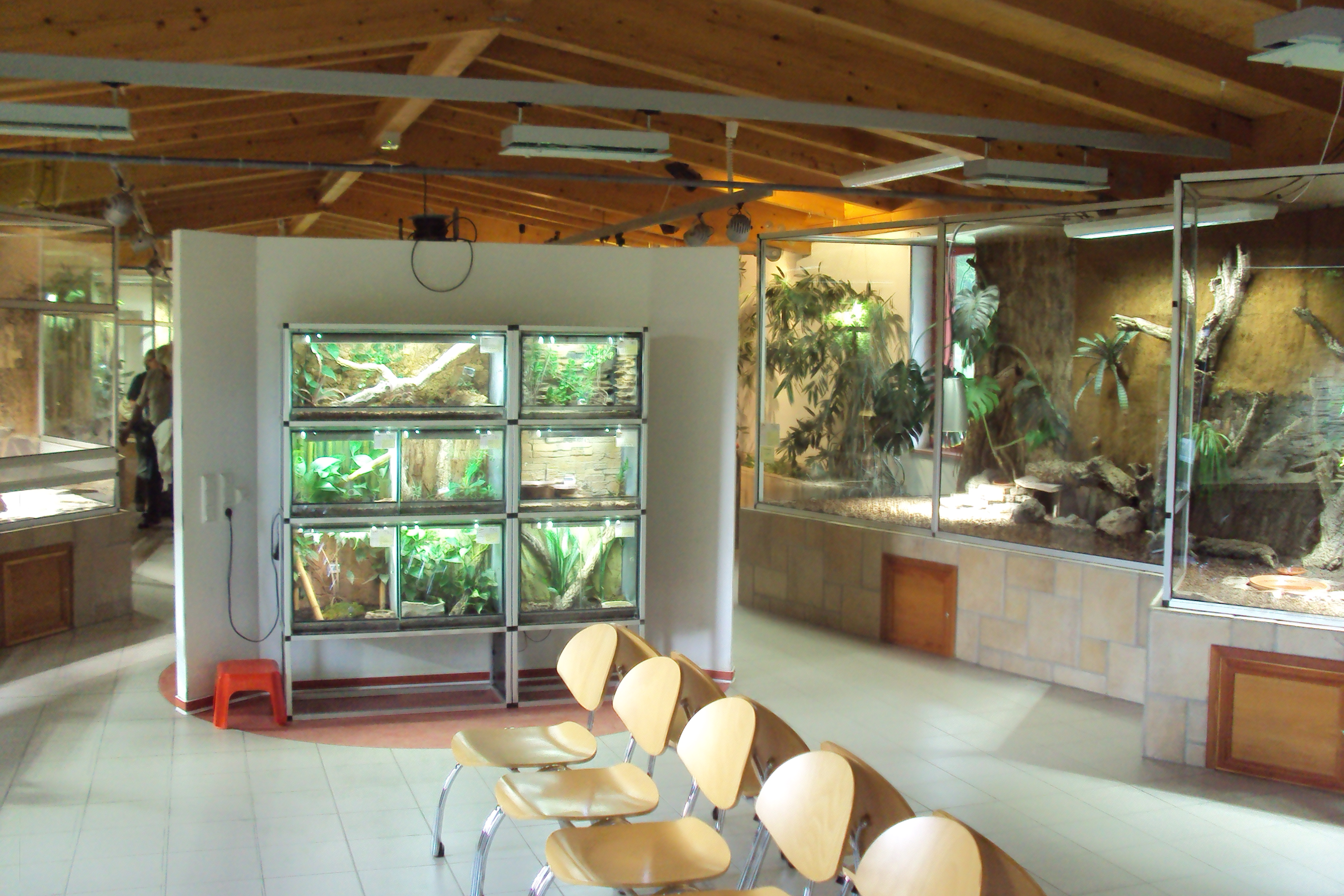
Motýlí dům, vnitřek z nemotýlové části

Byl zde v roce 2004 vybudován Motýlí dům (Schmetterlingshaus Johnsdorf) s celoročním provozem. Má 2 části, v kupolovité hale létají stovky motýlů, o zbytky se starají volně pobíhající křepelky. V hlavní, jednopatrové vstupní budově je mimo recepce s česko-německým personálem a hracího dětského koutku řada panelů s informacemi, mořské akvárium, zasklené boxy s mnoha želvami, ještěry a opičkami. Venku je parčík s řadou jezírek a fontán.

## Zajímavosti v okolí
V pískovcových skalách Nonnenfelsen jihozápadně od obce se nachází několik výukových jištěných cest. Poblíž obce jsou dva turistické přechody do Čech: u Krkavčích kamenů Dolní Světlá – Jonsdorf, druhým je Krompach – Jonsdorf.